# Новая Деревня (Свердловский район)
Новая Деревня — опустевшая деревня в Свердловском районе Орловской области. Входит в состав Котовского сельского поселения.

## География
деревня находится у р. Неручь.
Уличная сеть представлена одним объектом: ул. Зелёная
Географическое положение
в км от административного центра — посёлка городского типа Змиёвка и около км до областного центра — города Орёл.

## Население
| 2010 |
| ---- |
| 0    |

## Транспорт
В деревню ведут поселковые (сельские) дороги.
Ближайшая железнодорожная станция — Змиёвка находится в райцентре Змиёвка.